# کابوس پیش از کریسمس
کابوس پیش از کریسمس (به انگلیسی: The Nightmare Before Christmas) نام یک فیلم پویانمایی استاپ‌موشن فانتزی موزیکال به کارگردانی هنری سیلیک و تهیه‌کنندگی تیم برتون، محصول سال ۱۹۹۳ آمریکا است. این فیلم دو بار روی پرده‌های سینماهای آمریکا اکران شد و هر دو بار بنرهای تبلیغاتی؛ فیلم را بسیار تاریک و ترسناک برای کودکان معرفی کردند و تماشای آن را به همراه والدین ضروری دانستند.

## داستان
در شهر هالووین که کار تک تک شهروندان آن‌ها ساختن شوخی‌های ترسناک مخصوص شب هالووین است، جک که پادشاه کدوتنبل‌های ترسناک و شوخی ساز محبوب شهر است از یکنواختی هالووین احساس خستگی می‌کند و هنگامی که تصادفاً وارد شهر مخصوص عید خوش کریسمس می‌شود، با استفاده از ایده‌های عجیب، تصمیم می‌گیرد که کریسمس و هالووین را با هم پیوند بزند. او بابانوئل را می‌رباید و خودش را به جای او می‌گذارد و اشتباه بزرگی می‌کند…

## اکران دوباره
این فیلم در سال ۲۰۰۶ برای بار دوم اما این بار با کیفیت سه بعدی (۳-D) اکران شد و بعد از این اکران برای اولین بار روی دیسک دی وی دی و بلو-ری رفت.

## کتاب صوتی
کابوس پیش از کریسمس بیش از هرچیز یک موزیکال موفق است. (موسیقی این فیلم به همراه تمام سرودها نوشتهٔ دنی الفمن است) فیلم دو بار روی کتاب صوتی (ساند ترک) پخش شد. یکی همان سال ۱۹۹۳ بر روی ۲۰ قطعه و یکی هم در سال ۲۰۰۶ روی نسخهٔ جدید عرضه شد.

## بازخوردها
فیلم کابوس پیش از کریسمس نامزد جایزهٔ اسکار بهترین جلوه‌های ویژه در سال ۱۹۹۳ بود (که در مقابل فیلم پارک ژوراسیک شکست خورد). فیلم به مذاق منتقدین بسیار خوش آمد؛ چنانچه وبگاه راتن تومیتوز به فیلم ۹۷٪ مثبت داد و آن را بهترین فیلم تاریخ سینما در ژانر کریسمس خواند.